# 阮蘇少湄
阮蘇少湄（Betty Yuen，（1958年—）），現任香港總商會主席以及香港中華電力有限公司副主席。阮蘇少湄在加拿大多倫多大學取得商科學士學位，取得了特许会计师的资格。回流後曾效力羅兵咸永道會計師事務所及埃克森美孚。她於1999年加入中電，出任財務及策劃董事，2002年4月成為首位華人及女性擔任中電常務董事，2009年被診斷出患上早期乳癌並暫停職務，2010年休養復出後轉任中電副主席。